# Carpe Diem (альбом Лары Фабиан)
Carpe diem  (рус. Лови момент) — второй студийный альбом певицы Лары Фабиан, вышедший в 1994 году.

## Об альбоме
Диск представляет собой хорошо обработанную подборку французских песен в пределах от типичных для французской музыки драматических баллад, таких как Je suis malade (кавер-версия песни Далиды), сингла Si tu m’aimes до оживленного звучания госпела в 'Saisir le jour'. Характер альбома задают лёгкие, романтические мелодии, такие как Puisque c’est l’amour, Leila и Au loin là-bas.
Заключительный трек альбома — единственная песня на английском Bridge of Hope. Carpe diem хорошо демонстрирует таланты Лары Фабиан, как певицы и автора песен.
Альбом распродан тиражом более 250.000 копий.

## Si tu m’aimes (Если ты меня любишь)
Лирику к композиции Si tu m'aimes Лара Фабиан посвятила своей первой любви — молодому ирландцу, с которым ей впоследствии пришлось расстаться. Эта песня также имеет более поздние версии, исполненные самой Ларой: на английском — To love again и на португальском — Meu grande amor языках. Кавер-версия на русском языке Любовь жива исполняется Согдианой.

## Pas sans toi (Не без тебя)
Среди остальных композиций, выделяется Pas sans toi, исполненная под аккомпанемент рояля. На своих концертах Лара Фабиан признается, что эта песня является её самой любимой, по содержанию. Певица часто посвящает её исполнение своим зрителям.

## Список композиций
| #  | Title                          | Music                      | Lyrics                                   | Time |
| -- | ------------------------------ | -------------------------- | ---------------------------------------- | ---- |
| 1  | «Puisque c’est l’amour»        | Dave Pickell               | Eddy Marnay, Cournoyer Carole, Kuzma Kim | 4:25 |
| 2  | «Tu t’en vas»                  | Rick Allison               | Lara Fabian, Parent Mario                | 3:43 |
| 3  | «Leïla»                        | Meissner Stan              | Lara Fabian                              | 4:48 |
| 4  | «Il existe un endroit»         | Dave Pickell               | Lara Fabian                              | 3:31 |
| 5  | «Je suis malade»               | Alice Dona                 | Serge Lama                               | 4:23 |
| 6  | «Je vivrai»                    | Bruce Gaitsch, Eddy Marnay | Bruce Gaitsch, Richard Marx              | 4:58 |
| 7  | «Au loin là-bas»               | Rick Allison, Sky Ami      | Bruce Gaitsch, Richard Marx              | 4:25 |
| 8  | «Ramène-moi»                   | Meissner Stan              | Lara Fabian                              | 4:36 |
| 9  | «Pas sans toi»                 | Rick Allison               | Lara Fabian                              | 3:58 |
| 10 | «Dites-moi pourquoi je l’aime» | Dave Pickell               | Lara Fabian, Lovena Fox                  | 4:56 |
| 11 | «Saisir le jour»               | Langis Marc                | Langis Marc                              | 4:20 |
| 12 | «Si tu m’aimes»                | Rick Allison               | Lara Fabian                              | 3:29 |
| 13 | «Bridge of Hope»               | Michael Jay                | Michael Jay                              | 4:30 |